# Adolf Gajer z Ehrenbergu
Adolf svobodný pán Gajer z Ehrenbergu (německy Adolph Freiherr Gayer von Ehrenberg) (20. ledna 1853 Jezeří – 25. května 1922 Vídeň) byl rakousko-uherský generál. Jako absolvent vojenské akademie sloužil v c. k. armádě od roku 1873, byl důstojníkem jezdectva u různých posádek v rakouských zemích, Uhrách a Haliči, působil také na generálním štábu. V roce 1911 dosáhl hodnosti polního podmaršála a aktivní službu završil jako divizní velitel v Temešváru (1911–1913). 

## Životopis
Pocházel z pražské měšťanské rodiny povýšené v roce 1818 do stavu svobodných pánů. Narodil se jako mladší syn Adolfa Gajera (1811–1866), hospodářského ředitele u knížat Lobkowiczů na velkostatku Jezeří. V letech 1869–1873 studoval na Tereziánské vojenské akademii ve Vídeňském Novém Městě a do armády vstoupil jako poručík ke 4. dragounskému pluku ve Welsu (1873). Později si doplnil vzdělání na Válečné škole (K.u.k. Kriegsschule) ve Vídni a v hodnosti nadporučíka (1878) byl zařazen do sboru důstojníků generálního štábu. V roce 1882 byl povýšen na kapitána a přidělen ke štábu 13. jezdecké divize v Banja Luce, později působil u štábu 14. armádního sboru v Innsbrucku, krátce působil na kartografickém oddělení generálního štábu a několik let strávil u 1. hulánského pluku v Krakově. V roce 1894 byl v hodnosti majora přeložen k 3. dragounskému pluku do Stockerau. U této jednotky byl povýšen na podplukovníka (1897) a o tři roky později jako plukovník přešel na post velitele 9. dragounského pluku v Berežanech ve východní Haliči, kde strávil sedm let (1900–1907).
V roce 1907 byl povýšen do hodnosti generálmajora a jmenován velitelem 12. jezdecké brigády v Sibiu. V hodnosti polního podmaršála (1911) završil svou kariéru jako velitel 1. jezdecké divize v Temešváru. V říjnu 1913 byl přeložen do stavu záloh, formálně byl v armádě penzionován až po zániku monarchie k datu 1. ledna 1919. Byl nositelem Řádu železné koruny III. třídy, Vojenského záslužného kříže a Vojenské záslužné medaile, v zahraničí obdržel perský Řád lva a slunce.
Byl ženatý s Emmou Iwanskou z Iwanina (1863–1922), s níž měl tři dcery. 
Další členové rodiny působili ve státní správě (například Adolfův strýc Eduard, 1815–1903) nebo jako úředníci na velkostatcích významných šlechtických rodů (Schwarzenbergové, Colloredo-Mansfeldové). Adolfova teta Eleonora (1832–1912) proslula jako operní pěvkyně a dlouholetá sólistka Národního divadla. 